# 4271 Новосибірськ
4271 Новосибірськ (4271 Novosibirsk) — астероїд головного поясу, відкритий 3 квітня 1976 року.
Тіссеранів параметр щодо Юпітера — 3,215.